# الحركة الوطنية الأرمينية
كانت حركة التحرر الوطنية الأرمينية تهدف إلى إقامة دولة أرمينيا العظمى. اشتملت على حركات اجتماعية وثقافية، ولكن في المقام الأول سياسية وعسكرية وصلت إلى أوجها خلال الحرب العالمية الأولى وفي الأعوام التي تلتها.
متأثرة بعصر التنوير وصعود القومية في ظل الإمبراطورية العثمانية، تطورت الحركة القومية الأرمينية في أوائل ستينيات القرن التاسع عشر. كان هذا الصعود مشابهًا لصعود الحركات القومية في دول البلقان، لا سيما الحركات الثورية اليونانية التي خاضت حرب الاستقلال اليونانية. سعت النخبة الأرمينية والمجموعات العسكرية المختلفة، بكونها مسيحية، إلى الدفاع عن سكان شرقي الإمبراطورية العثمانية الذين كان معظمهم من الأرمن الريفيين في وجه المسلمين، إلا أن الهدف النهائي كان الدفع بإصلاحات في 6 ولايات في البداية وبعد فشل تلك الإصلاحات إقامة دولة أرمينية في المناطق التي يسكنها الأرمن والتي كانت تسيطر عليها آنذاك الإمبراطورية العثمانية والإمبراطورية الروسية.
منذ أواخر ثمانينيات القرن التاسع عشر، انخرطت الحركة تحت قيادة الأحزاب السياسية الأرمنية الثلاثة المسماة حزب الهنشاك والحزب الأرمني وحزب الطاشناق في حرب عصابات مع الحكومة العثمانية والجنود الأكراد غير النظاميين في الأقاليم الشرقية من الإمبراطورية. نظر الأرمن عمومًا إلى روسيا على أنها حليف طبيعي في القتال ضد الأتراك على الرغم من أن روسيا حافظت على سياسة قمعية في القوقاز. فقط بعد خسارة وجودها في أوروبا بعد حروب البلقان، أُرغمت الحكومة العثمانية على توقيع حزمة الإصلاحات الأرمنية في أوائل عام 1914، إلا أنها عُطلت إثر الحرب العالمية الأولى.
خلال الحرب العالمية الأولى، طردت الحكومة بصورة منهجية خلال الإبادة الجماعية الأرمن الذين كانوا يعيشون في الإمبراطورية العثمانية. وفقًا لبعض التقديرات، منذ عام 1894 حتى عام 1923، قتلت الإمبراطورية العثمانية ما بين مليون ونصف حتى مليوني أرمني. بعد أن اتخذت وزارة الداخلية العثمانية قرار إبادة الأرمن بتنفيذ الأمر الإرشادي 8682 في 25 فبراير 1915، انضم عشرات الآلاف من الأرمن الروس إلى الجيش الروسي كوحدات تطوع أرمنية مع وعد روسي بالحكم الذاتي. بحلول عام 1917، سيطرت روسيا على العديد من مناطق الإمبراطورية العثمانية التي كان يقطنها الأرمن. وعلى الرغم من ذلك، انسحبت القوات الروسية بعد ثورة أكتوبر وتركت الجنود الأرمن غير النظاميين وجهًا لوجه مع الأتراك. أعلن المجلس الوطني الأرمني جمهورية أرمينيا في 28 مايو 1918 مؤسسًا بذلك دولة أرمينية في الأجزاء المأهولة من قبل الأرمن في جنوب القوقاز.
بحلول عام 1920، نجحت الحكومة البلشفية في روسيا وحكومة أنقرا في الوصول إلى السلطة في بلديهما. احتل الثوار الأتراك بنجاح النصف الغربي من أرمينيا، في حين غزا الجيش الأحمر جمهورية أرمينيا وضمّها في ديسمبر من عام 1920. وُقّعت معاهدة صداقة بين روسيا البلشفية وتركيا الكمالية في عام 1921. ضُمّت الأجزاء التي كانت تسيطر عليها روسيا سابقًا في أرمينيا في الغالب من قبل الاتحاد السوفييتي، في أجزاء أُسست عليها جمهورية أرمينيا الاشتراكية السوفييتية. وجد مئات الآلاف من لاجئي الإبادة الجماعية أنفسهم في الشرق الأوسط واليونان وفرنسا والولايات المتحدة بادئين حقبة جديدة من الشتات الأرمني. كانت أرمينيا السوفييتية موجودةً حتى عام 1991 حين تفكك الاتحاد السوفييتي وأُسست جمهورية أرمينيا (الثالثة) الحالية.

## الأصول
كانت النزعة القومية عاملًا هامًا في تطور أوروبا. في القرن التاسع عشر، اجتاحت موجة من النزعة القومية الرومانسية قارة أوروبا لتغيّر بلدان القارة. تشكلت بعض الدول الجديدة مثل ألمانيا وإيطاليا من خلال توحيد الدول الأصغر ذات «الهوية الوطنية» المشتركة. تشكلت دول أخرى مثل رومانيا واليونان وبولندا وبلغاريا عبر نيلها استقلالها. كان الأرمن يعيشون بين الإمبراطورية العثمانية والإمبراطورية الروسية خلال صعود النزعة القومية. في عامي 1827-1828 طلب القيصر الروسي نيقولاي الأول في الحرب الروسية الفارسية 1826-1828 المساعدة من الأرمن ووعدهم أن حياتهم ستتحسن بعد الحرب. في عام 1828، ضمت روسيا يريفان ونخجوان والريف المحيط عبر معاهدة تركمانجاي. شُجع الأرمن الذين كانوا ما يزالون يعيشون تحت الحكم الفارسي على الهجرة إلى أرمينيا الروسية ولبّى النداء 30 ألف أرمنيًا. في عام 1828، أعلن الروس الحرب التركية الروسية 1828-1829 وفي معاهدة أدرنة نُقلت أخالكالاكي وأخالتسيخه إلى روسيا. كانت هناك موجة جديدة من الهجرة مع انتقال 25 ألف أرمني عثماني إلى أرمينيا الروسية. ضمت روسيا قسمًا كبيرًا من الأرمن. في عام 1897 ذكر التعداد الروسي أن 1,127,212 أرمني كانوا في الأراضي الروسية (يريفان 439,926 إليزابيتبول 298,790 قارص 72,967 تيفليس 230,379 باكو 52,770 تشيرنومورسك 6,223 داغستان 1,652 كوتايس 24,505). كان عدد الأرمن في الإمبراطورية العثمانية في الفترة نفسها (1896 فيتال كينيه) 1,095,889 (ولاية أضنة 97,450 ولاية حلب 37,999 ولاية أنقرة 94,298 ولاية بدليس 131,300 ولاية بورصة 88,991 ولاية ديار بكر 67,718 ولاية أرضروم 134,967 ولاية إزمير15,105 إزميد 48,655 ولاية قسطموني 2,647 ولاية مامور أولأزيل 79,128 ولاية سيواس 170,433 ولاية طرابزون 74,209 ولاية فان 79,998) كان هناك العديد من الأرمن على دراية بالعادات الروسية. كانت روسيا أيضًا، بالنسبة للأرمن، طريقًا إلى أوروبا.
في عام 1836، خلال فترة إضفاء الطابع الروسي، تضمنت التطورات الثقافية الروسية إصلاحات روسية «محدودة». استهدفت روسيا الكنيسة الأرمنية. حدت روسيا من تقدم الكنيسة في المجتمع.
في عام 1839، في محاولة لإيقاف مد الحركات القومية ضمن الإمبراطورية العثمانية، بزغت فترة التنظيمات من عقول السلاطين الإصلاحيين مثل محمود الثاني وعبد المجيد الأول وكذلك أيضًا إصلاحيين بارزين كانوا بيروقراطيين أوروبيي التعليم. اشتملت التنظيمات على سياسة العثمانية التي كانت تهدف إلى توحيد جميع الشعوب المختلفة التي كانت تعيش الأقاليم العثمانية «مسلمة وغير مسلمة وتركية ويونانية وأرمينية ويهودية وكردية وعربية». لهذا الغرض، وُضعت الشريعة الإسلامية جانبًا لصالح القانون العلماني. بدأت هذه السياسة رسميًا بالنسخة الإمبراطورية لغرفة الورود لعام 1839، معلنةً المساواة أمام القانون لكل من العثمانيين المسلمين وغير المسلمين.
في عام 1863، كان الأرمن العثمانيون موضوعًا لمجموعة من الإصلاحات الرئيسية كامتداد للتنظيمات. حدد الدستور الوطني الأرمني (150 مادة صاغها ناهابيت روسينيان وسيرفيتشين ونيغوغوس باليان وغريغور أوديان وغريغور مارغوسيان) أوضاع الأرمن في الإمبراطورية العثمانية، غير أنه أدخل أيضًا تشريعات تحدد سلطة البطريرك. اعتبر الأرمن التقدميون دستور الجمعية الوطنية الأرمنية نقطة هامة. كان التطور الثاني إدخال المبشرين البروتستانت التعليم الابتدائي والجامعات ومعاهد أخرى للتعليم. تحسن التراسل مع إطلاق الصحف الأرمنية. أتاحت الكتب عن التاريخ الأرمني مقارنة الماضي بالظروف الحالية وتوسيع آفاق القراء. كان هذا جزءًا من تطور في الوعي السياسي الأرمني من الرومانسية الثقافية البحتة إلى برنامج للعمل.
منذ عام 1860 فصاعدًا، تضاعف عدد المدارس الأرمنية والمنظمات الخيرية والوطنية في الإمبراطورية العثمانية. كان الهدف الأولي للمبشرين البروتستانت دفع المسلمين واليهود إلى اعتناق المسيحية، إلا أنهم سرعان ما انخرطوا في إصلاح بروتستانتي للأرمن الأرثوذكس. بدأ الرعايا الأرمن في الإمبراطورية المتأثرين بالشتات الأرمني وشبكة التجمعات والمدارس التبشيرية البروتستانتية في جميع أنحاء الإمبراطورية العثمانية بإعادة التفكير في موقعهم في العالم. في عام 1872، قال الصحفي غريغور أردزروني من الإمبراطورية العثمانية «بالأمس كنا مجتمعًا كنسيًا واليوم نحن وطنيون وفي الغد سنكون أمة من العمال والمفكرين».

## التأسيس
كان تنامي أفكار القومية والخلاص والاستقلال التي توطدت خلال أواخر القرن التاسع عشر قد لاقت زخمًا بالترافق مع تأسيس الاتحاد الثوري الأرميني وحزب الهنشاك الديمقراطي الاجتماعي والأرميناكان (الذي غير اسمه ليصبح الرامغافار في وقت لاحق). يمكن تتبع النشاطات الأرمينية المنظمة إلى أول مجموعة أرمينية معروفة وهي «اتحاد الخلاص»، وجاء ذلك قبل تأسيس المجموعات الثلاثة الكبرى لأنفسهم.
اجتمع 46 أرميني من أجل إنشاء «اتحاد الخلاص (الأرميني)» (المختلف عن اتحاد الخلاص الروسي) بتاريخ 3 مارس عام 1872. أعلنت المنظمة: «ذهب شرفنا أدراج الرياح وقد دُنست كنائسنا واختطفوا عرائسنا وشبابنا ولقد سلبونا حقوقنا وحاولوا إبادة أمتنا...». بعثت القرى الواقعة حول فان طلبًا يوم 26 أبريل عام 1872 «من أجل إنقاذ أنفسنا من هؤلاء الأشرار، نحن جاهزون لنتبعكم حتى إن وجب علينا إراقة الدماء والموت. نحن مستعدون للذهاب إلى أي مكان... إذ كان البديل لشرطنا الحالي هو أن نصبح روسًا فدعنا نصبح روسًا معًا، وإن كان أن نهاجر فدعنا نهاجر، وإن كان أن نموت فدعنا نموت». لم تكن هذه المنظمة على اتصال مباشر بالحكومة الروسية وحسب إنما كانت كذلك على اتصالٍ بمنظمات روسية عدة. كان من أهداف هذه المنظمات الروسية تحرير الأرمن العثمانيين من الدولة العثمانية. يعد تأسيس اتحاد الخلاص خطوة كبيرة في اتجاه تشكيل الأرميناكان وهو أول حزب سياسي أرميني.
بدأ الأرمن العثمانيون الذي تلقوا تعليمًا على الطريقة الأوروبية في مدينة أرضروم في عام 1881 بالعمل على بذل محاولات من أجل تشكيل منظمات (جمعيات سرية ومجموعات محلية) على غرار منظمة «حماة الوطن» (1881) التي تأسست في أرضروم. تأثر حماة الوطن في الغالب بأفكار الثورة الفرنسية والثورة اليونانية متخذين من عبارة «الحرية أو الموت» شعارًا لهم. كانت حماة الوطن من المنظمات الأرمينية الهامة. حُفظ دستور وقوانين المنظمة على شكل وثائق مكتوبة مما عرضهم للخطر. وأوكِلت العضوية فيها عن طريق الرعاية. نُظم الأعضاء في مجموعات تألفت كل منها من عشرة أفراد وانحصرت صلاحية الوصول للجنة المركزية على قائد كل مجموعة. أصبح عدد الأعضاء المنتمين في أرضروم بعد بضعة أشهر بالمئات.
تأسس «الحزب الليبرالي الديمقراطي الأرميني» في مدينة فان في عام 1885 على يد ميكرتيش بورتوكاليان الذي ذهب في ما بعد للمنفى في مارسيليا، ولكنه ظل على تواصل مع القادة المحليين ونشر دورية حول التنوير السياسي والاجتماعي حملت عنوان «لارمني». واصل الأرمن في فان عملهم في الخفاء من أجل تطوير المبادئ السياسية التي قامت عليها القومية الأرمينية. سرعان ما أضحى هدف الحزب أن «ينال الأرمن حقهم في حكم أنفسهم من خلال الثورة». ارتكزت نظرتهم بشأن كيفية تحرير أرمينيا من حكم الدولة العثمانية على تحقيق ذلك من خلال اللجوء للصحافة والصحوة الوطنية والمقاومة غير المسلحة.
كان حزب الهنشاك الديمقراطي الاجتماعي (الهنتشاك أو الهنشاق) أول حزب اشتراكي في الدولة العثمانية وبلاد فارس. تأسس الحزب على يد مجموعة من الطلاب الجامعيين الذين اجتمعوا في مدينة جنيف السويسرية في عام 1887 بهدف حصول أرمينيا على استقلالها من الدولة العثمانية وهم كل من أفيتس نازاربكيان ومريم فاردانيان وغيفورغ غارادجيان وروبن خان-آزات وكريستوفر أوهانيان وغابرييل كافيان ومانويل مانويليان. تعني كلمة هنتشاك «الجرس» بالعربية إذ اعتمدها أعضاء الحزب لتمثل «الصحوة والتنوير والحرية». كذلك عُرفت صحيفة الحزب الرئيسية بهذا الاسم.
تأسست جمعية أرمينيا الفتاة على يد كريستابور ميكايليان في تبليسي عام 1889. نظمت جمعية أرمينيا الفتاة حملات فدائية ضمن الأراضي العثمانية. وأرسلت الجمعية بعثة مسلحة إلى ولاية أرمينيا العثمانية مصاحبة لبعثة غوغونيان. كان هدف البعثة تنفيذ عمليات انتقامية ضد مجموعة من الأكراد الذين اضطهدوا الأرمن في الدولة العثمانية. اعتقدت الجمعية بأن الروس سوف يساعدوهم في إنشاء مقاطعة أرمينية تتمتع بالحكم الذاتي وتقع تحت الحكم الروسي.
تأسس الاتحاد الثوري الأرميني (إيه آر إف أو داشناكتسوتيون) في تبليسي عام 1890. نظم أعضائه أنفسهم ضمن مجموعات فدائية مسلحة دافعت عن القرى الأرمينية من حملات القمع والاضطهاد والهجمات واسعة النطاق على الأرمن. كان يُنظر للاتحاد بكونه الحل الوحيد لإنقاذ الناس من براثن القمع والمذابح العثمانية. كان هدف الاتحاد في بادئ الأمر ضمان تحقيق إصلاحات في المقاطعات الأرمينية ونيل البلاد لحقها في الحكم الذاتي في نهاية المطاف.
طُورت قنوات محلية للتواصل بين المنظمات الأرمينية خلال الفترة من عام 1880 حتى عام 1890. وكانت تلك المنظمات عاملة على الأرض بصورةٍ تامة في مدن أنقرة وأماسية وجوروم وديار بكر ويوزغات وتوقاد. وبدأت في استعمال الصحف الجدارية (وهي صحف تشبه اللوحات الإعلانية) الموجهة للرعايا من غير الأرمن في عام 1893. كان الموضوع الرئيسي الذي تناولته هذه المواد هو دعوتها الناس لأخذ زمام أمور حياتهم في وجه الظالمين. لم تترك سبل التبليغ هذه تأثيرًا يذكر على المسلمين. انتهت هذه النشاطات باندلاع اشتباكات بين الثوريين والشرطة العثمانية. وأفضت إلى زج الكثيرين في السجون ودبت الذعر في نفس السلطان. سارعت السلطات المحلية إلى اتخاذ إجراءات بحقهم في الوقت الذي كانوا يقومون فيه بقطع أسلاك التلغراف وتفجير المباني الحكومية الفارغة. خلصت القوى الأوروبية أو بريطانيا إلى أن التدخل بشكل أكبر كان من شأنه أن ينتهي بتأجيج التعصب الديني واندلاع حرب أهلية (مذابح).

## القوى العظمى والحرب الروسية التركية
اعترضت القوى العظمى على معاملة الدولة العثمانية لأقلياتها المسيحية بدءًا من منتصف القرن التاسع عشر، وزادت من حدة الضغوط التي مارستها من أجل توسيع المساواة في الحقوق لتشمل جميع مواطني الدولة. استشهدت القوى العظمى بمعاهدة باريس لعام 1856 بدعوى أنها منحتها الحق الذي خولها التدخل وحماية الأقليات المسيحية في الدولة العثمانية في أعقاب القمع العنيف للمسيحيين في انتفاضات البوسنة والهرسك وبلغاريا وصربيا خلال عام 1875. تمكن اليونانيون مع عدة أمم مسيحية أخرى في البلقان التحرر من وطأة الحكم العثماني بمساعدة القوى الكبرى بحلول أواخر سبعينيات القرن التاسع عشر. بيد أن الأرمن لاقوا اهتمامًا أقل، وسحبت القوى العظمى عنهم أي دعمٍ سابق وظلوا إجمالًا في وضع جامد خلال تلك السنوات وهو ما أكسبهم لقب «الملة الصديقة» أو «الملة الوفية».
تغير موقف الأرمن بالتوازي مع ظهور طبقة مثقفة في المجتمع الأرميني. وفي نفس الوقت نقل بطريرك القسطنطينية للأرمن نيرسس الثاني (1874-1884) شكاوى الأرمن عن الانتشار الواسع لـ«اغتصاب الأراضي بالقوة... التحويل الديني القسري للنساء والأطفال والإحراق المتعمد للممتلكات والحماية بالابتزاز والاغتصاب والقتل» إلى القوى العظمى. بدأ الأرمن بالنظر أكثر إلى الإمبراطورية الروسية بصفتها الضامن الأساسي لأمنهم بعد انتهاء الحرب الروسية التركية (1877-1878) في شهر مارس من عام 1878. تواصل البطريرك نيرسس فارجابديان مع القيادة الروسية خلال المفاوضات التي أجراها الروس مع العثمانيين في سان ستيفانو، وأقنعهم بإدخال بند وهو المادة رقم 16 من معاهدة سان ستيفانو التي نصت على إناطة انسحاب القوات الروسية التي تحتل المقاطعات المأهولة بالأرمن في شرق الدولة العثمانية بشرط التنفيذ الكامل للإصلاحات.
أثار تمسك روسيا بأجزاء واسعة من المناطق العثمانية في «معاهدة سان ستيفانو» قلق بريطانيا العظمى التي أجبرت الطرفين على إجراء مفاوضات جديدة بالترافق مع انعقاد اجتماع برلين في شهر يونيو من عام 1878. تضمنت المادة رقم 61 من معاهدة برلين نفس النص الوارد في المادة رقم 16، ولكن أزالت منه أي ذكر لبقاء قوات روسية في المقاطعات آنفة الذكر. كان على الحكومة العثمانية بدلًا من ذلك إبلاغ القوى العظمى بمدى تقدم الإصلاحات بصورة دورية. بعثت الجمعية الوطنية الأرمينية وبطريرك القسطنطينية نيرسس الثاني الأسقف مجرديش خريميان حتى يعرض قضية الأرمن في برلين. حث مجرديش خريميان الأرمن في خطابه الوطني الشهير (عقب مفاوضات برلين) الذي حمل عنوان «مغرفة الورق» على أخذ الصحوة الوطنية لبلغاريا (تحرر بلغاريا) نموذجًا لهم حتى يتبعوه نظرًا لتجاهل الأمم الأوروبية لتطلعات الأرمن الهادفة لتقرير مصيرهم.